# Alisa Kożykina
Alisa Aleksiejewna Kożykina (ros. Алиса Алексеевна Кожикина; ur. 22 czerwca 2003 w Uspience) – rosyjska piosenkarka. Reprezentantka Rosji w 12. Konkursie Piosenki Eurowizji Junior (2014).

## Życiorys

### Wczesne lata
Alisa Kożykina wykazała zainteresowanie muzyką już w dzieciństwie. Jako kilkulatka brała udział w wielu konkursach muzycznych. 

### Kariera
W 2014 roku brała udział w programie The Voice Kids Russia, emitowanym przez Pierwyj kanał. Dotarła do finału, w którym zajęła pierwsze miejsce, zdobywając w nagrodę 500 tys. rubli oraz możliwość podpisania kontraktu płytowego z wytwórnią Universal Music Group. We wrześniu ogłoszono, że z utworem „Dreamer” będzie reprezentowała Rosję w 12. Konkursie Piosenki Eurowizji Junior, organizowanym w Marsie. Konkursową propozycję napisała we współpracy z Maksimem Fadiejewem i Olgą Sieriabkiną, wokalistką zespołu Serebro. 15 listopada wystąpiła w finale konkursu, zajęła piąte miejsce po zdobyciu 96 punktów.

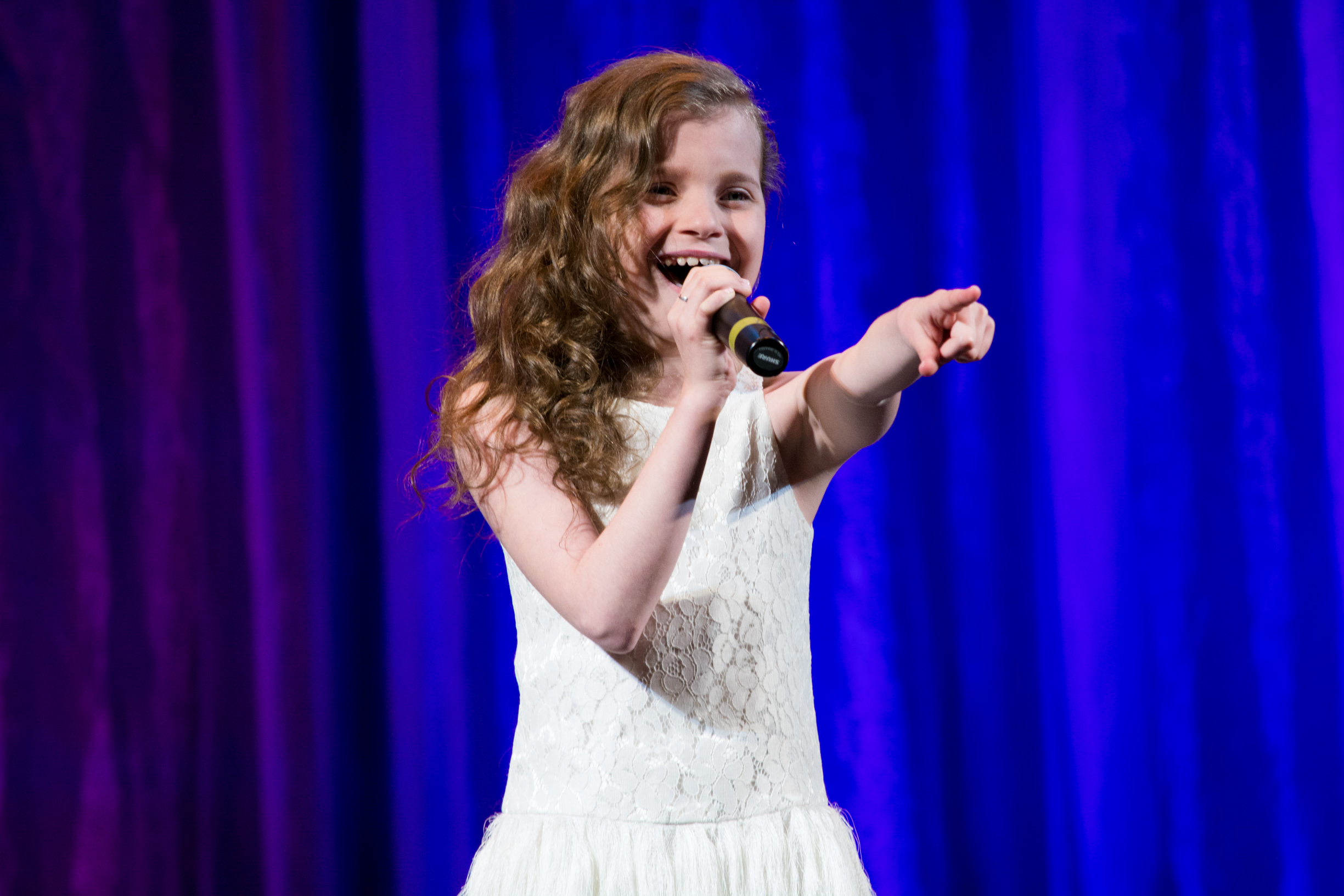
Alisa Kożykina, 2015

W czerwcu 2014 roku wystąpiła gościnnie na gali wręczenia Russian MuzTV Awards. W tym samym roku użyczyła głosu (w partiach wokalnych) tytułowej bohaterce w rosyjskiego wersji językowej filmu muzycznego Annie, który ukazał się w rosyjskich kinach w połowie marca 2015 roku.
W kwietniu 2015 roku wydała debiutancki singiel, będący jej wersją piosenki „Get Lucky” z repertuaru Daft Punk. Do końca roku wydała kolejne single: „Szapoczka”, „Ja leżu na pliaże”, „Padała”, „Cziornyj dym”, „Biełyje snieżinki” i „Stala silnieje”, który spotkał się z pozytywnym przyjęciem w rosyjskojęzycznych rozgłośniach radiowych.
W 2015 roku, w duecie z Semionem Treskunowem, nagrała tytułową piosenkę napisaną na potrzeby filmu pt. Twierdza. Tarczą i mieczem. W 2016 roku zaśpiewała na oficjalnej ścieżce dźwiękowej rosyjskiego wersji serialu animowanego Księżniczka Sissi. 13 maja 2016 roku w Biełgorodzie zagrała swój pierwszy solowy koncert. 1 listopada wydała debiutancki album studyjny, zatytułowany Ja nie igruszka. Teledysk do tytułowego singla po niemal 48 godzinach od premiery uzyskał wynik ponad miliona wyświetleń w serwisie YouTube, a wg stanu na kwiecień 2018 został wyświetlony ponad 49 mln razy. W 2018 roku wyszedł jej drugi album, zawierający 11 kompozycji śpiewanych w języku rosyjskim.

## Dyskografia

### Albumy studyjne
- Ja nie igruszka (2016)
- Ty so mnoj (2018)

## Filmografia

### Dubbing
- 2015 – Annie jako Annie (śpiew)
- 2016 – Księżniczka Sissi jako Sissi (śpiew)